# Vermentino di Sardegna spumante
Il Vermentino di Sardegna spumante è un vino DOC la cui produzione è consentita nell'omonima regione.

## Caratteristiche organolettiche
- colore: dal bianco carta al giallo paglierino tenue, con leggeri riflessi verdolini-spuma fine e persistente.
- odore: profumo caratteristico delicato e gradevole.
- sapore: secco o amabile, sapido, fresco con retrogusto amarognolo.

## Produzione
Provincia, stagione, volume in ettolitri
- nessun dato disponibile